# Bülowstraße
Die Bülowstraße im Berliner Ortsteil Schöneberg ist Teil des sogenannten „Generalszuges“. Den Namen erhielt sie 1864 in Erinnerung an die Befreiungskriege gegen Napoleon im Jahr 1813. Namensgeber ist Friedrich Wilhelm Bülow von Dennewitz, preußischer General, der vor allem in der Schlacht bei Großbeeren am 23. August 1813 und in der Schlacht bei Dennewitz am 6. September 1813 in Erscheinung trat.

## Verlauf
Entlang der Bülowstraße verkehrt die dort oberirdisch geführte Stammstrecke (aktuell: Linie U2) der Berliner U-Bahn. An der Kreuzung zur Potsdamer Straße liegt der Hochbahnhof Bülowstraße, der 1902 im Jugendstil vom Architekten Bruno Möhring entworfen wurde. Am Bülowbogen liegt der (ebenfalls zu Ehren Bülows benannte) Dennewitzplatz. Dort wurde die Hochbahnstrecke ab 1901 durch ein Mietshaus geführt:

„In dem der elektrischen Hochbahngesellschaft gehörigen, bis zum ersten Stock durchbrochenen Hause Bülowstraße 70 sind bereits die ersten Wohnungen in dem zweiten und vierten Stockwerk bezogen worden. Nachdem der Umbau des Hauses und der durch dieses hindurchführcude Hochbahnviaduct in seiner Hauptsache vollendet sind, hat die Bahnverwaltung die seit anderthalb Jahren leer stehenden Wohnräume völlig neu herstellen lassen. Sie sind auch bereits sämmtlich trotz des zu erwartenden Fahrgeräusches vermiethet. Nur die Räume im ersten Stockwerk, das sich in gleicher Höhe der Fahrbahn befindet, sind für einen dauernden Aufenthalt vorläufig von der Polizeibehörde nicht freigegeben worden, weil man erst über das Geräusch, das die Hochbahnzüge beim Durchfahren des Hauses verursachen werden, Erfahrungen sammeln will. Unter dem Bahnviaduct sind zwei getrennte Geschäftsräume eingerichtet. Man darf gespannt sein, wie die Bewohner dieses originellen Hauses, welches die elekrische Tramway in der Mtte durchschneidet, sich mit dem gewaltigen Getöse und der Erschütterung abfinden werden.“

Unter der Durchfahrt befanden sich die Akademischen Bierhallen, ein seinerzeit populäres Bierlokal. Bei den alliierten Luftangriffen auf Berlin im November 1943 wurde diese Bebauung zerstört und die Reste später zu einem großen Teil abgerissen. Unterhalb des U-Bahn-Viadukts befindet sich ein Zugang zu einer Kleingartenkolonie, die 2013 in den Westpark einbezogen wurde und einen Zugang für Fußgänger und Radfahrer ermöglicht. Der Westpark wurde am 31. Mai 2013 als zweiter Teil des Parks am Gleisdreieck eröffnet.
Der südliche Teil der Bülowstraße ist Teil einer überregionalen Radverbindung; die für 2008 angekündigte Anbindung an den Nelly-Sachs-Park wurde nach vielen Planungsmängeln erst 2014 realisiert.

## Geschichte
Die Straße wurde 1862 unter dem Namen Gürtelstraße angelegt, ihren heutigen Namen trägt sie seit 1864. Dem Hobrechtschen Bebauungsplan folgend, sollte sie als Teil des Generalszug in gerader Linie in die Hornstraße übergehen. Aufgrund des Baus der Gleisanlagen der Potsdamer und Anhalter Bahn musste sie jedoch südlich verschwenkt werden, sie führt daher in einem Knick über den Dennewitzplatz auf die (heutige) Yorckstraße zu.
Ab 1889 befand sich in der Bülowstraße 90 der Hauptsitz des S. Fischer Verlag.
Anfang des 20. Jahrhunderts war die Bülowstraße der Brennpunkt der Berliner Lesben- und Schwulenszene, hier befanden sich zahlreiche Bars, Kneipen, Cafés und Veranstaltungsorte, beispielsweise das Dorian Gray, der Nationalhof, die Hohenzollern-Diele, das O-la-la und viele mehr.

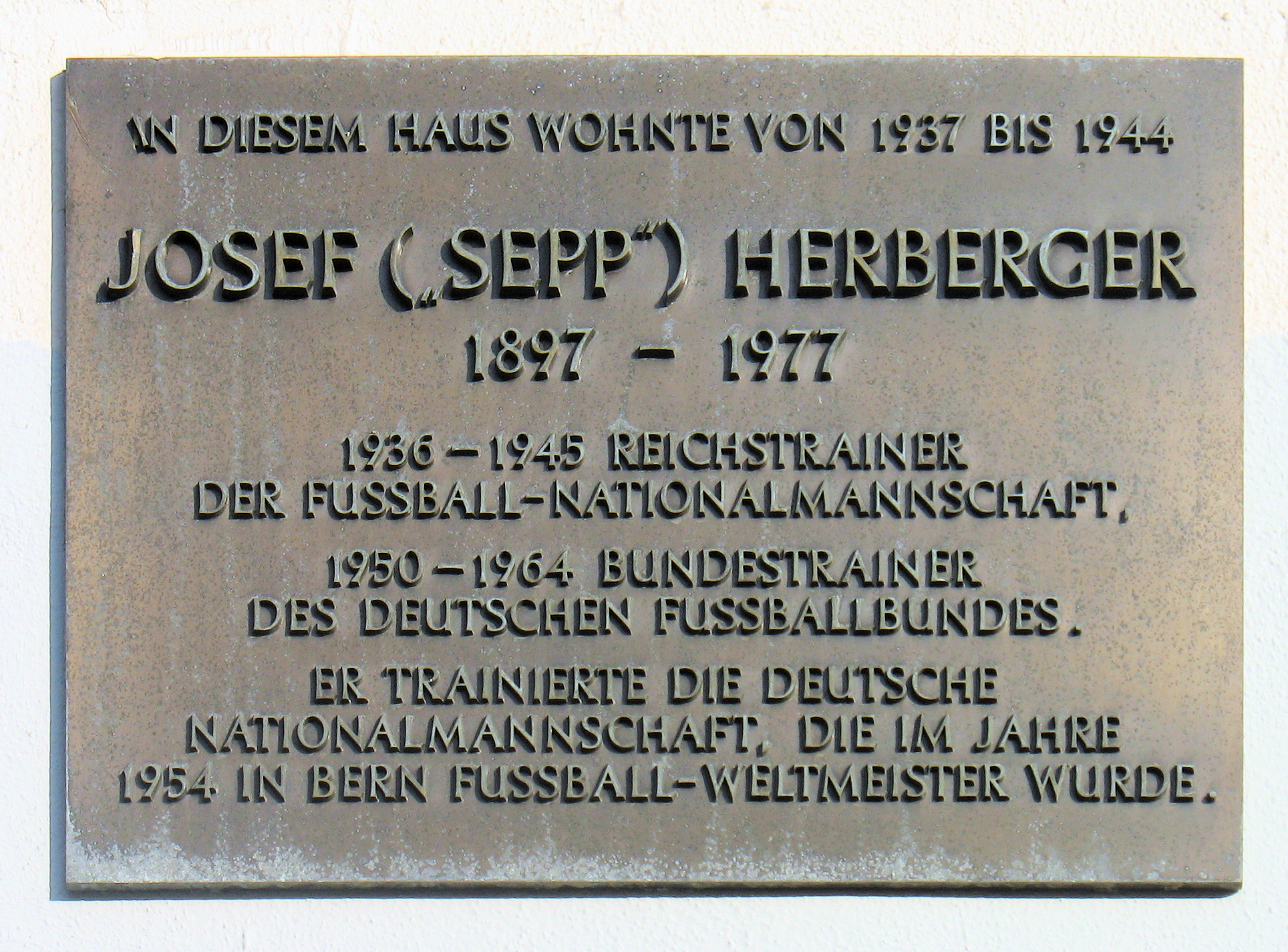
Fußball-Nationaltrainer Sepp Herberger wohnte von 1937 bis 1944 im Haus Nr. 89

In der Bülowstraße 52 und 54 stehen ehemals besetzte Häuser, die 1984 legalisiert wurden. Heute verwalten sie sich selbst. Es gab weitere besetzte Häuser in der Bülowstraße 55 (erstes „Tuntenhaus“ Berlins) und 89. Das Haus Bülowstraße 55 wurde kurz vor Weihnachten 1984 geräumt, das Haus Nummer 89 am 22. September 1981. Nach der Räumung wurden die Demonstranten in den laufenden Verkehr der Potsdamer Straße getrieben. Dabei wurde Klaus-Jürgen Rattay von einem Bus der BVG erfasst und getötet.
Deutschlandweit bekannt wurde die Straße durch die ARD-Vorabendserie Praxis Bülowbogen mit Günter Pfitzmann. Mit Berlin, Bülowstraße 80a ist sie auch titelgebender Schauplatz eines historischen Jugendromans von Gabriele Beyerlein, der im Berlin des ausgehenden 19. Jahrhunderts spielt. 2023 erschien das Musikalbum Bülowstraße der Sängerin Lea, das inhaltlich die Bülowstraße behandelt.
Die Nordseite im Abschnitt zwischen Potsdamer Straße und Nollendorfplatz sowie den angrenzenden Straßen gibt es Straßenprostitution, die aus der Kurfürstenstraße durch Baumaßnahmen immer mehr verdrängt wird.

## Urban Nation
Das Haus Bülowstraße 7 beherbergt seit September 2017 das Museum Urban Nation der Stiftung Berliner Leben des kommunalen Wohnungsunternehmens Gewobag. Das Museum wurde bis 2022 von Jan Sauerwald geleitet, der die deutsch-amerikanische Kuratorin Yasha Young ablöste. Das viergeschossige Gebäude wurde bis 2017 nach den Plänen des Architekturbüros GRAFT zum Museum umgebaut. Auf der Fassade werden ebenfalls wechselnde Kunstwerke gezeigt und mehrere Häuser zwischen Nollendorfplatz und Potsdamer Straße wurden von namhaften Künstlern gestaltet. Das Museum zeigt regelmäßig wechselnde Ausstellungen aus seiner Sammlung und beherbergt die Martha Cooper Library. In den Ausstellungen wurden Werke von Shepard Fairey, Fintan Magee, Vhils, Herakut, JR, Damien Hirst, 1UP oder Lora Zombie gezeigt. Außerdem gibt es regelmäßig Workshops für Jugendliche aus dem Schöneberger Norden.

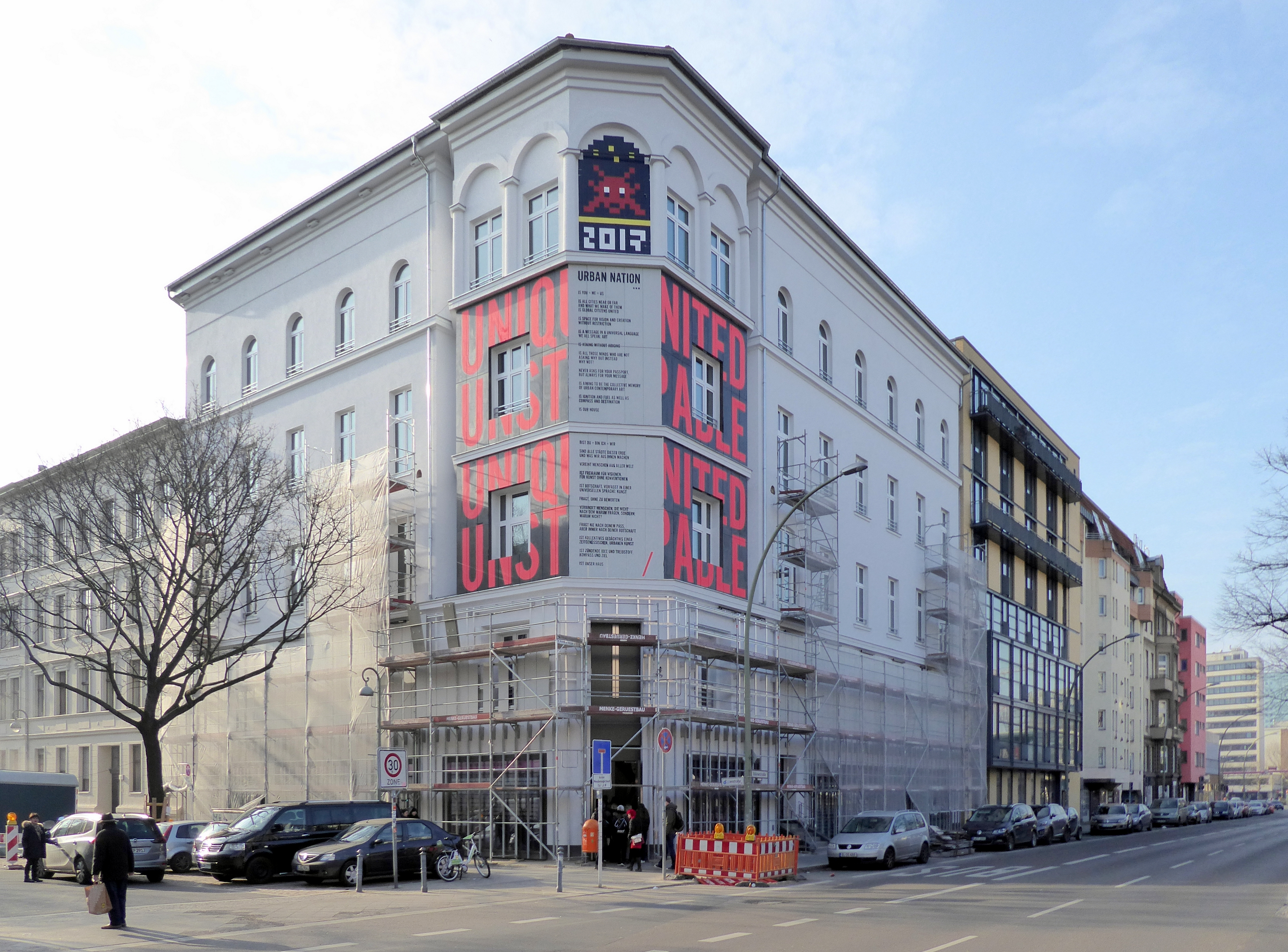
Fassade des Urban Nation Museum, 2018
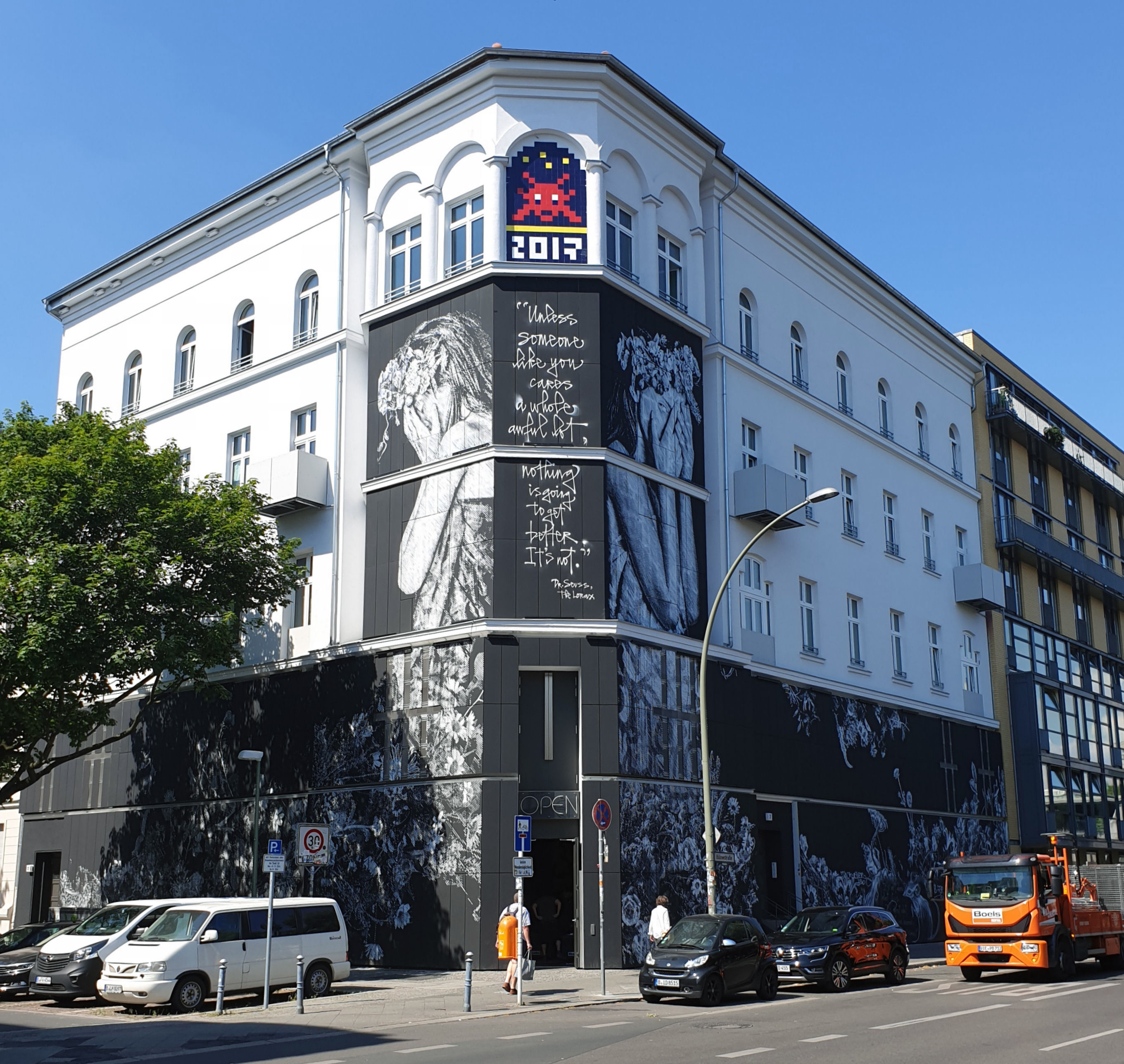
Fassade des Urban Nation Museum, 2019
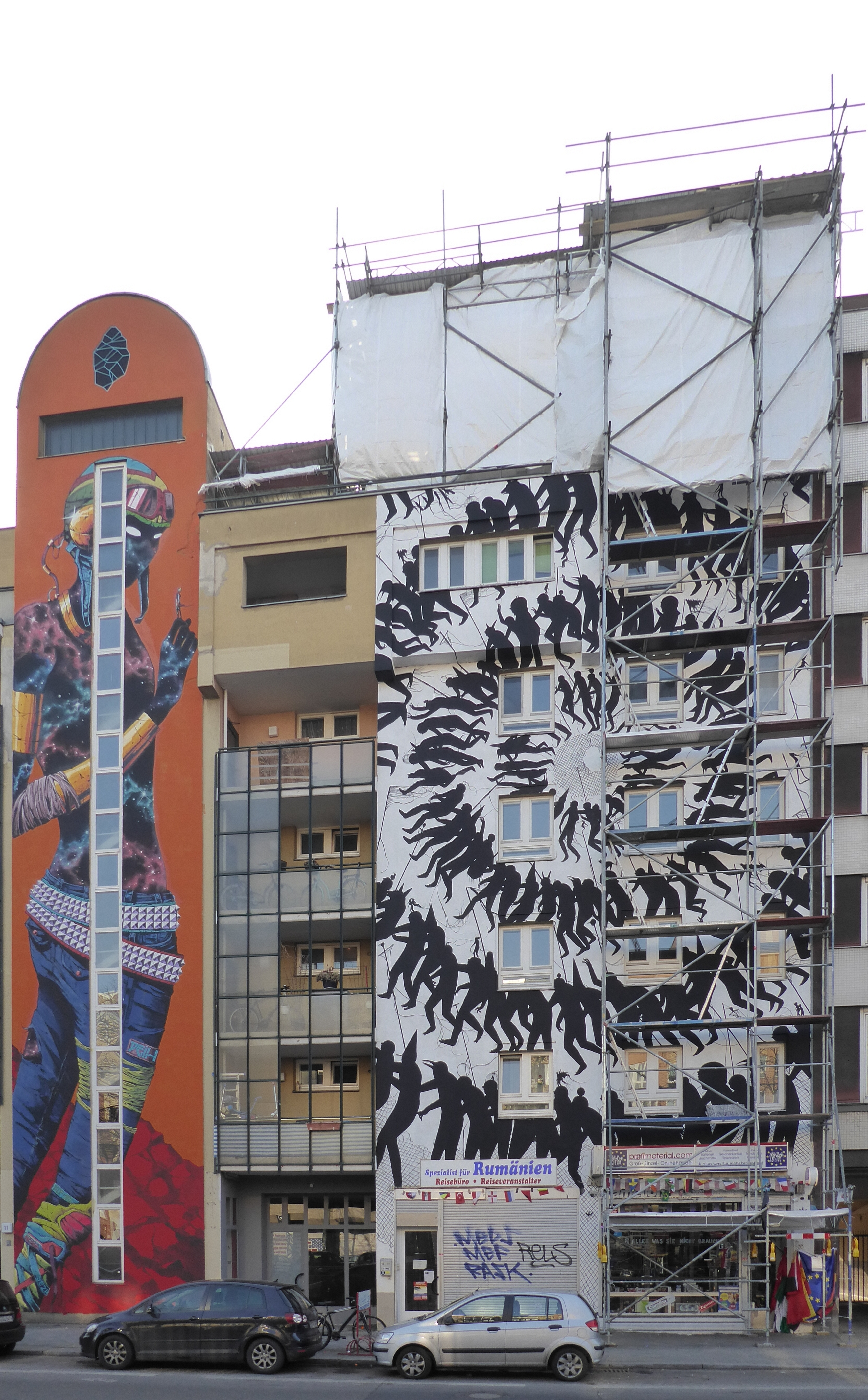
Fassadenbemalung Bülowstraße 11
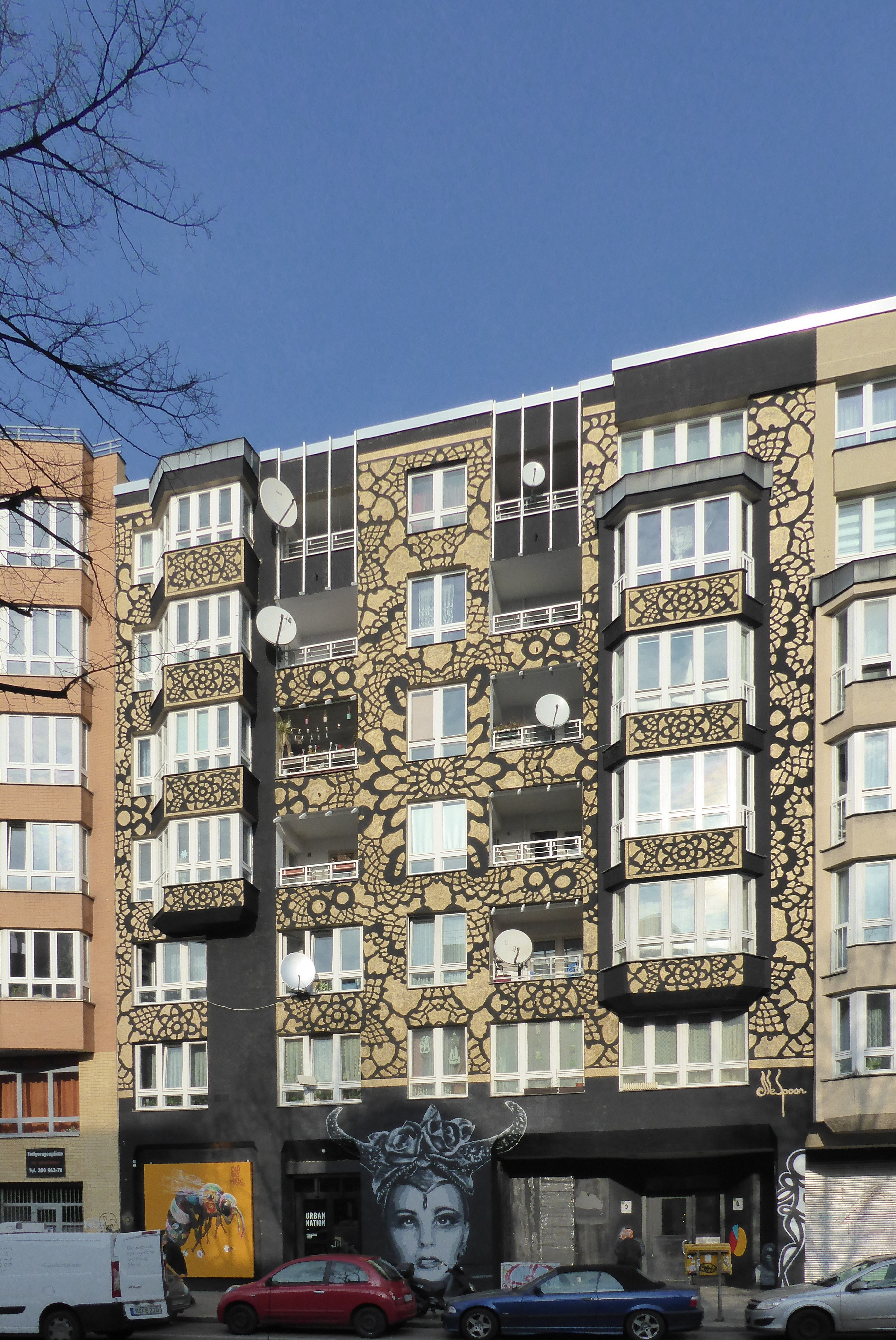
Fassadengestaltung auf der Nordseite